# Шлемоносная птица-носорог
Шлемоносная птица-носорог, или шлемоносный гомрай, или шлемоносный калао, или шлемоклювый калао (лат. Rhinoplax vigil), — вид птиц из семейства птиц-носорогов, единственный в роде шлемоносных птиц-носорогов, или шлемоклювых калао (лат. Rhinoplax). Обитает на Малайском полуострове, Суматре и Калимантане.
Оперение преимущественно чёрное, за исключением белых живота и ног, и хвоста, белые перья которого имеют на конце чёрную окантовку. Хвост длинный, два центральных пера намного длиннее всех остальных, достигают 1 м. За счёт этого длина птицы достигает 160 см, в результате чего эта птица является самой длинной среди всего семейства.
У шлемоклювого калао голая шея, кожа сморщенная, у самок синего, а у самцов красного цвета. Каска располагается от основания клюва, посередине клюва резко обрывается. Клюв и каска жёлтого цвета; красные выделения копчиковой железы приводят к тому, что верхняя часть каски и её бока, а также основание клюва приобретают красный оттенок. В отличие от остальных птиц-носорогов каска шлемоклювого калао плотная, и череп птицы вместе с клювом и каской может составлять до 11 % веса птицы.
Птица питается фруктами, предпочитая остальным фиги. В отличие от остальных птиц-носорогов, которые питаются фруктами, шлемоклювый калао — территориальный вид, и пара охраняет свою территорию. Самцы дерутся за территорию в воздухе, ударяя друг друга касками.
Каски являются ценным поделочными материалом. Также местные жители используют центральные перья хвоста для украшения одежды для танцев и головных уборов.